# Tatjana Stieciuk
Tatjana Stieciuk (ros. Татьяна Стецюк; ur. 27 sierpnia 1992) – rosyjska lekkoatletka specjalizująca się w skoku o tyczce.

## Osiągnięcia
- brązowy medal mistrzostw świata juniorów młodszych (Bressanone 2009)
- złoto europejskiego festiwalu młodzieży (Tampere 2009)
- złoty medal Gimnazjady (Doha 2009)

## Rekordy życiowe
- skok o tyczce (stadion) – 4,40 (2014 i 2015)
- skok o tyczce (hala) – 4,40 (2014)